# سيزار بولياك
كان سيزار بولياك، الذي يُعرف أيضًا باسم بولياك وبولياكو (باللغة السيريلية الانتقالية: ЧeсарȢ БoliaкȢ، 23 أو 25 مارس 1813 - 25 فبراير 1881)، كاتبًا وباحثًا وسياسيًا من الأفلاق ورومانيا. وُلد لأبوين غير رومانيين، لكنه استطاع الوصول إلى الطبقة الأرستقراطية المحلية أو البوياردية بعد تبني عائلة بيريت له. ظل طالبًا فترةً وجيزة في القوات العسكرية للأفلاق، لكنه استاء من الإمبراطورية الروسية لإخضاعها الأفلاق ضمن دائرة نفوذها، فاتجه إلى الكتابة والنشر، وحرر لفترة مجلة أدبية تُسمى كوريسول، التي كانت تُعد جسرًا بين الحركة الكلاسيكية الحديثة والرومانسية في ذلك الوقت. حارب بولياك الترتيب الدستوري الروسي، أو القانون الأساسي مثل غيره من الليبراليين الرومانيين والماسونيين لأنه رأى أنه من بقايا الإقطاعية. تورط، من ثم، في المؤامرة المعادية لروسيا عام 1840، واعتُقل بأمر من الأمير أليكساندرو الثاني غيكة. أُطلق سراحه في نهاية المطاف بفضل تدخل أفراد آخرين من عائلة غيكة الذين ظلوا بعد ذلك أصدقاءً وحماةً له.
استمر بولياك بعد عودته في تحدي الرقابة، وابتكر أسلوبًا شعريًا اجتماعيًا يُناصر الفلاحين المُستغَلين، وأعرب عن تعاطفه مع الطبقة الدنيا من الغجر التي استبعدها البويار. تخلى عن الليبرالية واتجه نحو الاشتراكية الخيالية، ثم اتجه لفترة وجيزة، نحو شكل من أشكال الشيوعية، ومزج تلك الآراء مع القومية الرومانية وحولها بذلك من أفكار القومية الرومانسية إلى أفكار القومية يسارية. تواصل مع رفاقه القوميين الرومانيين في إمارة ملداوة وفي جميع أنحاء الإمبراطورية النمساوية، وانخرط في البحث عن أصول سكان رومانيا، وأجري في سبيل البحث أولى حفرياته الأثرية على طول نهر الدانوب وفي جبال الكاربات الجنوبية، وألهمته هذه المناظر الطبيعية كتابة مراثي رومانسية تُعد من ضمن أفضل أعماله الشعرية. كان بولياك ناقدًا ساخرًا للتغريب بتزايد، ونال الثناء على ذكائه الصحفي، وأعاد اكتشاف التراث الشعبي الروماني. اقتنع، بعد أبحاثه، بأن الرومانيين من نسل الداتشيون في المقام الأول، وترجع هذه الأيديولوجية إلى الرومانسية وما بعد الرومانسية، وبعد ذلك تبناها بوجدان بيتريسيكو هاسديو، وتحولت إلى الداتشيانية.
شغل بولياك منصب شاعر البلاط الملكي والمدعي العام في عهد الأمير جورجي بيبيسكو الذي كان من أتباع القومية. لم يمنعه هذا من المشاركة في المؤامرة الليبرالية التي تحولت في النهاية إلى ثورة الأفلاق عام 1848. انضم إلى الحكومة المؤقتة التي أطاحت ببيبسكو، وخدم القضية أيضًا صحفيًا وداعية. تورط في الجانب الداعم لإلغاء العبودية في السياسة الثورية، ويُزعم أنه اختلس المساهمات المالية التي كان العبيد مدينين بها عند إطلاق سراحهم. استعادت الدولة العثمانية سيطرتها على الأفلاق في أواخر عام 1848، واعتقلت المتمردين، وعليه رُحل بولياك مع عدد من زملائه إلى أورشوفا، وهناك استطاعوا الهرب أو سُمح لهم بالمغادرة. طلب اللجوء من الرومانيين في ترانسلفانيا النمساوية، ودعم في أواخر عام 1849 تشكيل تحالف ثوري مع الدولة المجرية المنفصلة، ووافق، مع زميله نيكولاي بالتشيسكو، على قانون الهدنة المجري الروماني. فر من الغزو الروسي حتى وصل إلى إسطنبول، فور وصوله إلى هناك، شك به المنفيون الرومانيون والمجريون، إذ عده المنفيون الرومانيون والمجريون متعصبًا، واتهمه المنفيون المجريون بسرقة الماس الذي حصلوا عليه من عائلة زيشي.
قضى بولياك الفترة 1850 - 1857 في باريس للهروب من ملاحقة العثمانيين والنمساويين، وهناك، استقطبته قضية الوحدة بين ملداوة والأفلاق، بصفتها خطوة تمهيدية لتأسيس دولة رومانية كبرى، أو «داتشيان». روج بولياك للقضية على المستوى الدولي خلال حرب القرم، وعاد إلى الأفلاق بعد انتهاء الحرب على الفور. شارك في تأسيس الممالك المتحدة (عام 1859)، واقترح اختيار ألكسندر يوحنا كوزا من مولدوفا رئيسًا. دعم بولياك أيضًا أكثر النقاط تطرفًا في أجندة كوزا مثل إصلاح الأراضي، ودعم، بصفته رئيسًا للأرشيف الوطني، جمع وثائق تُجيز علمنة ممتلكات الأديرة. عارض مواقف كوزا السياسية الأخرى -حتى وصل الأمر إلى اعتقاله بتهمة العيب في الذات الملكية- و«التحالف الوحشي» الذي شُكل ضد الرئيس. تورط طوال معظم ستينيات القرن التاسع عشر في المشاجرات السياسية التي نقلتها جريدته، ترومبيتا كارباتسيلور، غالبًا. تبنى بولياك أيضًا مبادئ معاداة السامية العنيفة وتخلى عن الاشتراكية لصالح القومية الاقتصادية، وعارض في البداية أيضًا الحاكم الأجنبي الذي وُلد خارج البلاد، كارول الأول، لكنه أدرك لاحقًا أهمية النظام الملكي في خططه السياسية ونسخ البونابرتية. حقق بولياك اكتشافات مهمة في زيمينيسيا وأماكن أخرى، لكنه تعرض للسخرية على نطاق واسع بسبب انجرافه إلى علم الآثار الزائف، وفُضح أيضًا، رغم عدم محاكمته أبدًا، بتهمة الاعتداء الجنسي المزعوم على الأطفال. توفي بعد صراع  مع الشلل وترك خلفه إرثًا مشوهًا، رغم اعتبار جمهورية رومانيا الاشتراكية إياه بطلًا، خاصةً في الخمسينيات بفضل توافقه المزعوم مع الماركسية.

## الإرث

### التصوير
مثّل بولياك مادةً للفنانين التشكيليين منذ أواخر ثلاثينيات القرن التاسع عشر عندما رسمه أيون نيجوليسي بالقلم الرصاص. رُسمت له العديد من الصور الشخصية في وسائل الإعلام المختلفة في أثناء ذروة حياته المهنية ثوريًا، وعُرضت إحداها دائمًا في منزل هاسديو، وفي سنواته الأخيرة (بعد عام 1872) اتخذه ثيودور أمان موضوعًا لأحد أكثر نقوشه إتقانًا على الجانب الفني. اتخذه العديد من رسامي الكاريكاتير السياسي هوايةً لهم، واستخدموه للإشارة إلى قضية زيشي التي اتضح لاحقًا أنها سرقة من الكنز الوطني للمجر، وصوروه بناءً على ذلك ساخرًا وهو يرتدي تاجًا. نشره جيمبيلي عام 1873 رسومات أخرى تُفضح بعض شهواته. تحول أيضًا في شبابه إلى شخصية أدبية. قبل أن يستقر على السخرية منه باسم سارسيلا، صوّره هيلايد على أنه كاتيتاي في المسرحية الكوميدية المحاكمة الجماعية، التي يُرجح أنها تعود إلى عام 1839، وفي النهاية أطلق عليه الاسم الساخر سارسيلا. ذُكر بولياك في مسرحية إبيغوني، وظهر بدور ستون ماسون لياكوب في مشهد ساخر من تأليف بانتازي غيكا. استهدف أيون لوكا كاراجياله بولياك في العديد من القصص المصورة القصيرة، واستُخدمت جميعها لاحقًا في مسرحية غيمبيلي، وعُد ذلك أول ظهور له في ذلك المجال. أدت هذه القصص في النهاية إلى ابتكار شخصية ناي كاتافينكو، الشخصية الشريرة في مسرحيته الكوميدية أو سكريزوا بريدوتا في عام 1884. كان كاراجالي، الذي كان جونيميًا، يسخر أيضًا من القوميين المتطرفين عندما جعل كاتافينكو محررًا لمجلة «عواء الكاربات»، وتعد في حد ذاتها إشارة محتملة إلى ترومبيتا.
تضمنت رواية كاميل بيتريسكو التي صدرت عام 1848 تحت عنوان أون أوم إنترو أومايني بولياك أحد الشخصيات الثانوية. ظهر أيضًا على هذا النحو في فيلم المغامرة يوجين باربو وجورجي فيتانيديس لعام 1987، توتول سي بليستي، إذ لعب دوره رادو دوناريانو. ظهرت صورة هزلية له وصفته بأنه «الشاعر الوطني» في نصوص للسريالية جيلو ناوم، وعُدلت لأول مرة لتناسب المسرح عام 2011. قدمت أوركسترا ترانسلفانيا الحكومية الفيلهارمونية عام 2015 لوتارول، أوراتوريو من تأليف كورنيل سارانو ج.2012 مقتبسة عن حلقات من رواية بيتريسكو التي تضمنت بولياك شخصيةً -وأدى كريستيان هودريا هذا الدور. ظهر بولياك أيضًا شخصيةً خلفية في رواية أدريان جي روميلا، ديبريت أكاسا، التي نُشرت عام 2023. نشأ الجدل المحيط بالشاعر مرةً أخرى بحلول ذلك الوقت: رأي سيورتين أن الاتهام جدير بالتصديق عندما أعاد سيورتين النظر في شهادة سي رادوفيتشي بشأن تحرش بولياك الجنسي بالأطفال. دعا أيضًا السلطات الرومانية إلى إعادة النظر في التكريمات العامة التي لا تزال تُمنح لبولياك مثل تغيير أسماء العديد من الشوارع الحاملة لاسم «سيزار بولياك» الموجودة في المدن الرومانية.